# Titta han flyger
Titta han flyger (originaltitel: The Greatest American Hero), amerikansk superhjälte-TV-serie från 1981 av Stephen J. Cannell med William Katt, Robert Culp och Connie Sellecca m.fl.
Serien hade premiär i USA 18 mars 1981 och svensk TV-premiär i juni 1982.

## Handling
Skolläraren Ralph Hinkley blir tilldelad en dräkt - liknande den Stålmannen bär - av några utomjordingar som landar med ett rymdskepp ute i öknen. Tillsammans med FBI-agenten Bill Maxwell använder de dräktens superkrafter till att fånga allehanda skurkar och spioner. Problemet är bara att Ralph tappar bort instruktionsboken, så han får pröva sig fram vad han kan göra med hjälp av dräkten. Han flyger rätt vingligt och har speciellt svårt med landningarna. Ralphs fästmö, advokaten Pam Davidson är den tredje personen som känner till dräkten.

## Skådespelare i urval
- William Katt - Ralph Hinkley
- Robert Culp - Bill Maxwell
- Connie Sellecca - Pam Davidson

## Om Serien
Strax efter att serien startat i amerikansk TV hände det sig att en person som hette John Hinkley - alltså samma efternamn som huvudpersonen i serien - försökte skjuta president Ronald Reagan. Därför döptes rollfiguren hastigt om till Mr. H eller Ralph Hanley i TV-serien. Men efter protester från fansen bytte man tillbaka till det ursprungliga namnet efter ett tag.
Signaturmelodin till serien som skrevs av Mike Post; "Theme From Greatest American Hero (Believe It or Not)" sjöngs av Joey Scarbury och placerade sig på Billboard-listans 2:a-plats i juni 1981. Signaturmelodin har också förekommit i Michael Moores dokumentär Fahrenheit 9/11 och i filmen The 40 Year Old Virgin från 2005.
Totalt gjordes det 43 avsnitt mellan åren 1981 och 1983. Därefter försökte man sig på en spinoff-serie The Greatest American Heroine (1986), men det blev bara ett pilotavsnitt.
Hela serien har givits ut på DVD i USA.

## Avsnittsförteckning

### Säsong 1
1. The Greatest American Hero (pilotavsnitt)
2. The Hit Car
3. Here's Looking at You Kid
4. Saturday on Sunset Boulevard
5. Reseda Rose
6. My Heroes Have Always Been Cowboys
7. Fire Man
8. The Best Desk Scenario

### Säsong 2
1. The Two-Hundred-Mile-an-Hour Fastball
2. Operation Spoil Sport
3. Don't Mess Around With Jim
4. Hog Wild
5. Classical Gas
6. The Beast in Black
7. The Lost Diablo
8. Plague
9. A Train of Thought
10. Now You See It...
11. The Hand-Painted Thai
12. Just Another Three Ring Circus
13. The Shock Will Kill You
14. A Chicken In Every Plot
15. The Devil and the Deep Blue Sea
16. It's All Downhill From Here
17. Dreams
18. There's Just No Accounting...
19. The Good Samaritan
20. Captain Bellybuster and the Speed Factory
21. Who Woo in America
22. Lilacs, Mr. Maxwell

### Säsong 3
1. Divorce Venusian Style
2. The Price is Right
3. This is the One the Suit Was Meant For
4. The Resurrection of Carlini
5. The Newlywed Game
6. Heaven is in Your Genes
7. Live at Eleven
8. Space Ranger
9. Thirty Seconds Over Little Tokyo
10. Wizards And Warlocks
11. It's Only Rock and Roll
12. Desperado
13. Vanity, Says the Preacher